# Skonto Riga
Skonto Riga (offiziell Skonto Futbola Klubs) war ein lettischer Fußballverein aus der Hauptstadt Riga. Der Verein wurde 1991 gegründet und ist mit 15 Titeln Rekordmeister in Lettland.

## Geschichte
Der Verein wurde 1991 als Forums-Skonto gegründet und 1992 in Skonto FC umbenannt nach der gleichnamigen Unternehmensgruppe des Präsidenten Guntis Indriksons, die unter anderem Baufirmen, Stahlhandel, Speditionen, ein luxuriöses Fischrestaurant in Riga und den privaten Hörfunksender Radio Skonto umfasst.
Unter dem Namen Forums-Skonto gewann der Verein 1991 zunächst die regionale Meisterschaft der Lettischen Sowjetrepublik, um dann in der neu gegründeten Virslīga von 1992 bis 2004 als Skonto FC alle Meistertitel des unabhängigen Lettland zu gewinnen. Mittlerweile wird auf der Verbandsseite die Meisterschaft des Jahres 1991 als erste nach der Wiedereinführung aufgeführt.  Diese Serie konnte erst 2005 durch FK Liepājas Metalurgs beendet werden. Darüber hinaus stand die Mannschaft zwölf Mal im lettischen Pokalfinale, welches sie bisher sieben Mal gewann.
Skontos Heimspielstätte war zunächst das Daugava-Stadion (Daugavas stadions) bis am 28. Juni 2000 das 9500 Zuschauer fassende Skonto-Stadion (Skonto stadions) eröffnet wurde.
Skonto nahm regelmäßig an der Baltic League teil und stand zwei Mal im Finale dieses Wettbewerbs. 1993/94 unterlag der Verein mit 9:10 im Elfmeterschießen gegen Žalgiris Vilnius, 2008 hatte Skonto mit 1:2 gegen FBK Kaunas ebenfalls das Nachsehen. Doch einige Jahre später gewann Skonto in der Saison 2010/11 die Baltic League gegen den FK Ventspils nach Elfmeterschießen.
Vor der Saison 2014 wurde Skonto zunächst die erforderliche Lizenz für die Virslīga wegen langfristiger Schulden verweigert. Allerdings wurde die Lizenz später in einem erfolgreichen Prozess erteilt. Jedoch versagte die UEFA die Teilnahme an der UEFA Europa League 2014/15. Am 30. Mai 2014 erteilte der lettische Fußballverband dem Verein ein Verbot, in der Sommer-Transferperiode Spieler zu verpflichten, bis die Schulden getilgt sind.
Am 6. Juli 2014 verweigerten die Spieler wegen länger ausstehender Gehaltszahlungen ihr Auswärtsspiel beim FK Liepāja. Das Spiel wurde daraufhin mit 0:3 für den Gegner gewertet. Präsident Vladimirs Koļesņičenko kündigte daraufhin seinen Rücktritt an und wurde von Igor Zaicevs ersetzt. Am 2. September wurde dem Verein wegen Nichterfüllung der Verbindlichkeiten zunächst drei Punkte abgezogen, was später auf ein Punkt reduziert wurde. Da im Oktober 2014 auch die Begleichung der Steuerschulden ausblieb, wurden weitere vier Punkte abgezogen. Im November wurde bekannt, dass Skonto seine Schulden getilgt hatte. Die Lizenz für die Saison 2016 wurde jedoch nicht erteilt. Im Dezember 2016 ging der Verein bankrott und wurde letztlich aufgelöst.

## Erfolge
- Lettischer Meister (15): 1991–2004, 2010
- Lettischer Pokalsieger (8): 1992, 1995, 1997, 1998, 2000, 2001, 2002, 2012
- Lettischer Supercupfinalist: 2013
- Baltic League (1): 2010/11

## Europapokalbilanz
| Saison    | Wettbewerb            | Runde                  | Gegner                | Gesamt            | Hin     | Rück          |
| --------- | --------------------- | ---------------------- | --------------------- | ----------------- | ------- | ------------- |
| 1992/93   | UEFA Champions League | Vorrunde               | KÍ Klaksvík           | 6:1               | 3:1 (A) | 3:0 (H)       |
| 1992/93   | UEFA Champions League | 1. Runde               | Lech Posen            | 0:2               | 0:2 (A) | 0:0 (H)       |
| 1993/94   | UEFA Champions League | Vorrunde               | NK Olimpija Ljubljana | 1:1 (11:10 i. E.) | 0:1 (H) | 1:0 n. V. (A) |
| 1993/94   | UEFA Champions League | 1. Runde               | Spartak Moskau        | 0:9               | 0:5 (H) | 0:4 (A)       |
| 1994/95   | UEFA-Pokal            | Vorrunde               | FC Aberdeen           | (a)1:1(a)         | 0:0 (H) | 1:1 (A)       |
| 1994/95   | UEFA-Pokal            | 1. Runde               | SSC Neapel            | 0:3               | 0:2 (A) | 0:1 (H)       |
| 1995/96   | UEFA-Pokal            | Vorrunde               | NK Maribor            | 1:2               | 0:0 (H) | 0:2 (A)       |
| 1996/97   | UEFA-Pokal            | Vorrunde               | Newtown AFC           | 7:1               | 4:1 (A) | 3:0 (H)       |
| 1996/97   | UEFA-Pokal            | Qualifikation          | Malmö FF              | 1:4               | 0:3 (H) | 1:1 (A)       |
| 1997/98   | UEFA Champions League | 1. Qualifikationsrunde | FC Valletta           | 2:1               | 0:1 (A) | 2:0 (H)       |
| 1997/98   | UEFA Champions League | 2. Qualifikationsrunde | FC Barcelona          | 2:4               | 2:3 (A) | 0:1 (H)       |
| 1997/98   | UEFA-Pokal            | 1. Runde               | Real Valladolid       | 1:2               | 0:2 (A) | 1:0 (H)       |
| 1998/99   | UEFA Champions League | 1. Qualifikationsrunde | FK Dinamo Minsk       | 2:1               | 0:0 (H) | 2:1 (A)       |
| 1998/99   | UEFA Champions League | 2. Qualifikationsrunde | Inter Mailand         | 1:7               | 0:4 (A) | 1:3 (H)       |
| 1998/99   | UEFA-Pokal            | 1. Runde               | FK Dynamo Moskau      | 4:5               | 2:2 (A) | 2:3 (H)       |
| 1999/2000 | UEFA Champions League | 1. Qualifikationsrunde | Jeunesse Esch         | 10:00             | 2:0 (A) | 8:0 (H)       |
| 1999/2000 | UEFA Champions League | 2. Qualifikationsrunde | Rapid Bukarest        | 5:4               | 3:3 (A) | 2:1 (H)       |
| 1999/2000 | UEFA Champions League | 3. Qualifikationsrunde | FC Chelsea            | 0:3               | 0:3 (A) | 0:0 (H)       |
| 1999/2000 | UEFA-Pokal            | 1. Runde               | Widzew Łódź           | 1:2               | 1:0 (H) | 0:2 (A)       |
| 2000/01   | UEFA Champions League | 1. Qualifikationsrunde | FK Şəmkir             | 3:5               | 2:1 (H) | 1:4 n. V. (A) |
| 2001/02   | UEFA Champions League | 1. Qualifikationsrunde | F91 Düdelingen        | 6:2               | 6:1 (A) | 0:1 (H)       |
| 2001/02   | UEFA Champions League | 2. Qualifikationsrunde | Wisła Krakau          | 1:3               | 1:2 (H) | 0:1 (A)       |
| 2002/03   | UEFA Champions League | 1. Qualifikationsrunde | Barry Town            | 6:0               | 5:0 (A) | 1:0 (H)       |
| 2002/03   | UEFA Champions League | 2. Qualifikationsrunde | Lewski Sofia          | 0:2               | 0:0 (H) | 0:2 (A)       |
| 2003/04   | UEFA Champions League | 1. Qualifikationsrunde | Sliema Wanderers      | (a)3:3(a)         | 0:2 (A) | 3:1 (H)       |
| 2004/05   | UEFA Champions League | 1. Qualifikationsrunde | Rhyl FC               | 7:1               | 4:0 (H) | 3:1 (A)       |
| 2004/05   | UEFA Champions League | 2. Qualifikationsrunde | Trabzonspor           | 1:4               | 1:1 (H) | 0:3 (A)       |
| 2005/06   | UEFA Champions League | 1. Qualifikationsrunde | Rabotnički Skopje     | 1:6               | 0:6 (A) | 1:0 (H)       |
| 2006/07   | UEFA-Pokal            | 1. Qualifikationsrunde | Jeunesse Esch         | 5:0               | 2:0 (A) | 3:0 (H)       |
| 2006/07   | UEFA-Pokal            | 2. Qualifikationsrunde | Molde FK              | 1:2               | 0:0 (A) | 1:2 (H)       |
| 2007/08   | UEFA-Pokal            | 1. Qualifikationsrunde | FK Dinamo Minsk       | 1:3               | 1:1 (H) | 0:2 (A)       |
| 2009/10   | UEFA Europa League    | 2. Qualifikationsrunde | Derry City            | 1:2               | 1:1 (H) | 0:1 (A)       |
| 2010/11   | UEFA Europa League    | 1. Qualifikationsrunde | Portadown FC          | 1:2               | 1:1 (A) | 0:1 (H)       |
| 2011/12   | UEFA Champions League | 2. Qualifikationsrunde | Wisła Krakau          | 0:3               | 0:1 (H) | 0:2 (A)       |
| 2012/13   | UEFA Europa League    | 2. Qualifikationsrunde | Hajduk Split          | 1:2               | 0:2 (A) | 1:0 (H)       |
| 2013/14   | UEFA Europa League    | 1. Qualifikationsrunde | FC Tiraspol           | 1:1 (4:2 i. E.)   | 1:0 (A) | 0:1 n. V. (H) |
| 2013/14   | UEFA Europa League    | 2. Qualifikationsrunde | Slovan Liberec        | (a)2:2(a)         | 2:1 (H) | 0:1 (A)       |
| 2015/16   | UEFA Europa League    | 1. Qualifikationsrunde | St Patrick’s Athletic | 4:1               | 2:1 (H) | 2:0 (A)       |
| 2015/16   | UEFA Europa League    | 2. Qualifikationsrunde | Debreceni Vasutas SC  | 04:11             | 2:2 (H) | 2:9 (A)       |

Gesamtbilanz: 78 Spiele, 28 Siege, 15 Unentschieden, 35 Niederlagen, 94:108 Tore (Tordifferenz −14)

## Spieler
| - Mihails Zemļinskis (1991–1997, 1998–2005) - Imants Bleidelis (1992–1999) - Igors Stepanovs (1995–2000) - Kaspars Dubra (1997–2007) Jugend, (2009–2012) Spieler, - Andrejs Rubins (1998–2000) | - Māris Verpakovskis (2001–2003) - Aleksandrs Cauņa (2002–2006) Jugend, (2006–2011) Spieler, - Andrejs Perepļotkins (2004–2011) - Igors Tarasovs (2006, 2009–2011) - Bally Smart (2011) |

## Trainer
| - Marks Zahodins (1991–1992) - Aleksandrs Starkovs (1993–2004) - Jurijs Andrejevs (2004–2005) - Paul Ashworth (2005–2009) | - Aleksandrs Starkovs (2009–2010) - Marians Pahars (2011–2012) - Tamaz Pertia (2012–2016) |

## Andere Sportarten
Die Basketballabteilung hatte von 2001 bis 2004 eine professionelle Herrenmannschaft in der lettischen Basketballliga, die die Tradition des BK Brocēni fortführte, der von 1992 bis 1999 die ersten nationalen Meisterschaften nach der Unabhängigkeit gewonnen hatte. In den drei Spielzeiten des BK Skonto wurde man jeweils Vizemeister, nachdem man die Finalserien um die Meisterschaft jeweils gegen den BK Ventspils verlor, der Brocēni als Serienmeister abgelöst hatte. 2004 wurde die Mannschaft wieder aus dem Verein Skonto herausgelöst und nannte sich später wieder ASK Riga. Unter diesem Namen erreichte man 2007 eine weitere Meisterschaft, bevor der Spielbetrieb 2009 eingestellt wurde.